# Aegolipton kinabalum
Aegolipton kinabalum là một loài bọ cánh cứng trong họ Cerambycidae.